# Sylva Šimáčková
Sylva Šimáčková, rozená Marešová (24. června 1933 Brno – 22. května 2007, Praha), byla česká divadelní teoretička a historička loutkářství a scénografie, pedagožka, redaktorka a publicistka.

## Život
Po vysokoškolských studiích nastoupila jako odborná pracovnice do Scénografického ústavu v Praze. Od roku 1956 byla odbornou pracovnicí v Divadelním ústavu v Praze. Zde se již věnovala programově jednak soudobé československé scénografii, jednak soudobému československému loutkovému divadlu ve všech jeho složkách s hlavním zřetelem ke scénografii. Od roku 1972 působila v divadelní sekci Svazu českých dramatických umělců, kde kromě loutkového divadla a scénografie měla v gesci také divadlo mladého diváka. Od roku 1980 působila také jako pedagožka DAMU. Patřila k nejvýraznějším odborníkům v oblasti dějin scénografie a loutkářství. Byla členkou a dlouholetou tajemnicí poroty festivalu Skupova Plzeň, festivalu Divadelní mládí, a členkou mnoha oborových porot loutkového a alternativního divadla v Československu, a to jak profesionálního, tak amatérského. Jako jedna z nejvýraznějších osobností dějin scénografie a odbornice v oblasti scénografie loutkářské byla dlouhá léta tajemnicí poroty festivalu Skupova Plzeň, působila jako lektorka i v rámci oborových přehlídek na mezinárodní úrovni.

## Dílo
autorské katalogy
- 1956 – Sylva Marešová Šimáčková, Emanuel Poche: František Kysela, Nakladatelství československých výtvarných umělců
- 1969 – Josef Svoboda (redakce)
- 1973 – Sylva Marešová Šimáčková – Adolf Wenig, Divadelní ústav Praha
- 1975 – autorský katalog Karel Dudič: Scénografie 1950–1975
- 1975 – Marcel Pokorný: Výstava kostýmních prací
- 1977 – Vladimír Nývlt: Výstava jevištních prací
- 1986 – Zbyněk Kolář: Scénografie
- 1986 – Milan Čech
- 1991 – Hana Cigánová

a další
kolektivní katalog
- 1969 – Czechoslovak Scenography (redakce)

1. "Výtvarný prvek jako aktivní činitel inscenace pro děti a mládež"
2. "Proměna funkce a použití výtvarného artefaktu v současném divadle pro děti a mládež".

- 1985 – Hračka loutka (oborová výstava)
- 2012 – Alois Tománek (katalog k výstavě A. Tománek – P. Kalfus: Společeně, každý svou cestou, do sborníku zahrnuty dřívější práce S. Šimáčkové)

knihy (výběr)
- 1965 – Sto let českého divadla v Plzni (1865–1965), Západočeské nakladatelství v Plzni
- 1978 – Marcel Pokorný, Divadelní ústav Praha
- 1983 a 1987 – Loutka a divadlo ( redakce)
- 1987 – Česká loutkářská scénografie 70. a 80. léta, Divadelní ústav Praha
- 1987 – Česká scénografie (sborník), Divadelní ústav Praha

Pražské quadriennale
- 1991 – Pražské Quadriennale/ASSITEJ – seminář Výtvarný prvek jako aktivní činitel inscenace pro děti a mládež a Úvodní texty, prezentace českého loutkářství a alternativního divadla se zaměřením na mládež, organizace akce.

Články v novinách a časopisech
Další desítky článků, odborných statí, recenzí zejména v časopisech Acta scaenographica, Československý loutkář, Scéna, Amatérská scéna, Divadelní noviny, měsíčník Divadlo, Výtvarná kultura, Ateliér, odborné publikace Divadelního ústavu, autorské katalogy československých scénografů a další.